# 巒山壹號

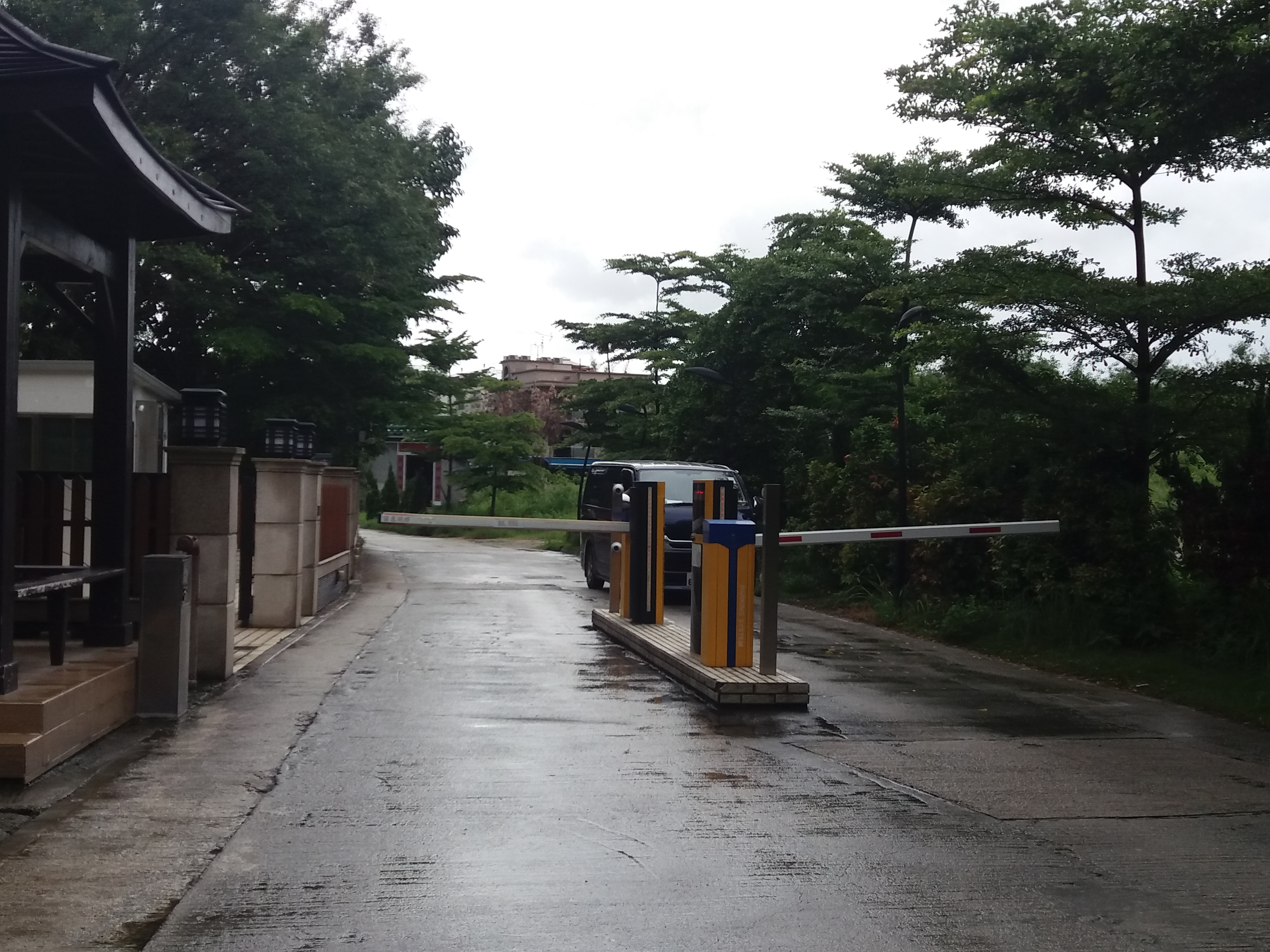
巒山壹號入口（2018年7月）

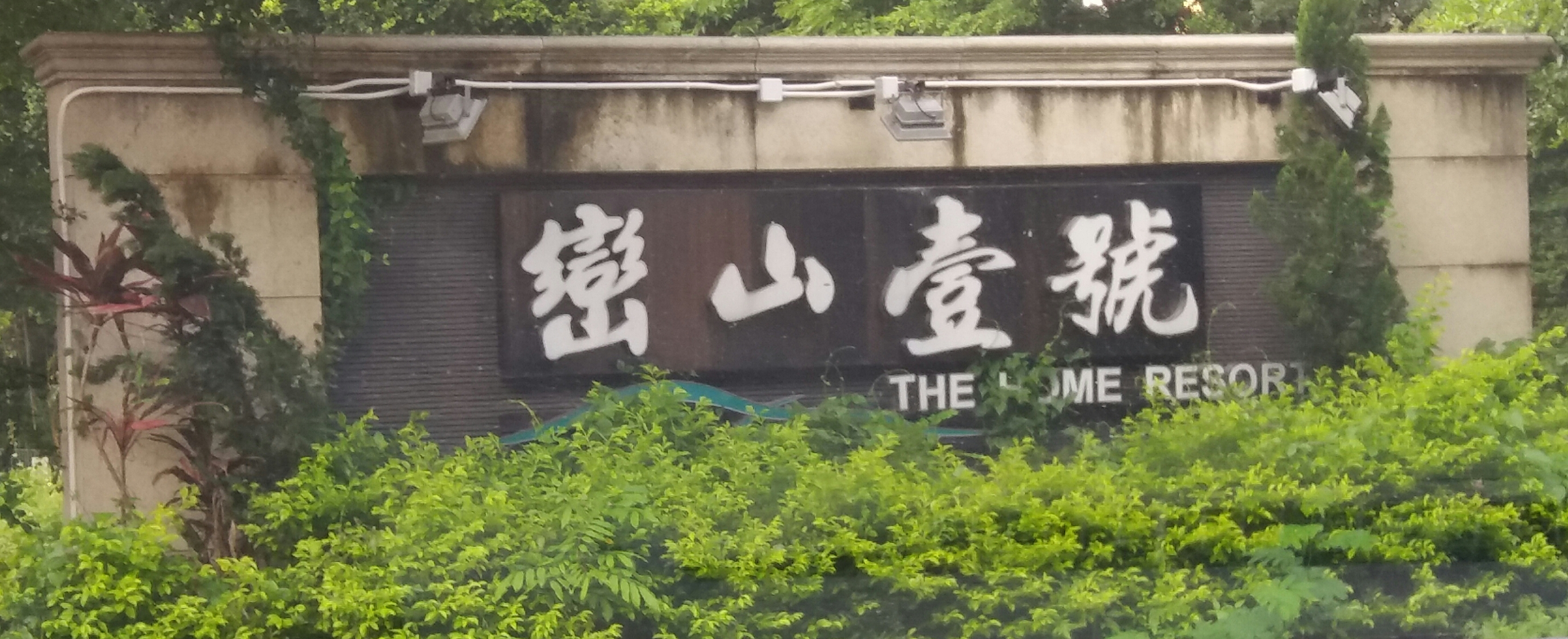
巒山壹號入口路標

巒山壹號（英語：The Home Resort）是香港的一個私人屋苑，位於新界元朗區沙江圍，於2014年8月推售，2015-2016年起分階段落成入伙。

## 住宅
屋苑原計劃有約65幢樓高2層的住宅，提供195個住宅單位，每層建築面積700平方呎，但實際上部分座數並沒興建。最後建39幢3層式住宅，當中28幢為獨立全幢戶，餘下11幢屬分層戶。

## 交通
1) 屋苑提供免費專車7人座位，每小時1班車，點對點來往天水圍站。 2) 住客可步行至其它屋邨購物 a) 天恩邨，約22分鍾到達，b)天頌苑，約30分鍾到達，來回約1小時。 3) 住客亦可步行至其它屋苑乘搭其它交通工具外出至港九或其它新界地區，選擇會較多。